# Alebroides lamellaris
Alebroides lamellaris är en insektsart som beskrevs av Irena Dworakowska 1981. Alebroides lamellaris ingår i släktet Alebroides och familjen dvärgstritar. Inga underarter finns listade i Catalogue of Life.